# Powiat Brezno
Powiat Brezno (słow. Brezno) – słowacka jednostka podziału administracyjnego znajdująca się w kraju bańskobystrzyckim. Powiat Brezno zamieszkiwany jest przez 65 783 obywateli (1 stycznia 2003) i zajmuje obszar 1265 km². Średnia gęstość zaludnienia wynosi 52 osób na km².

## Stosunki etniczne
- Słowacy – 94,7%
- Romowie – 3,6%
- Czesi – 0,6%

### Stosunki wyznaniowe
- katolicy – 75,4%
- luteranie – 4,6%
- grekokatolicy – 4,3%